# City of Angels (singel)
Do or Die – trzeci singel promujący czwarty album zespołu 30 Seconds to Mars, "Love Lust Faith + Dreams" (2013). Został wydany 1 lipca 2013 roku.